# بوليسلاف بروس

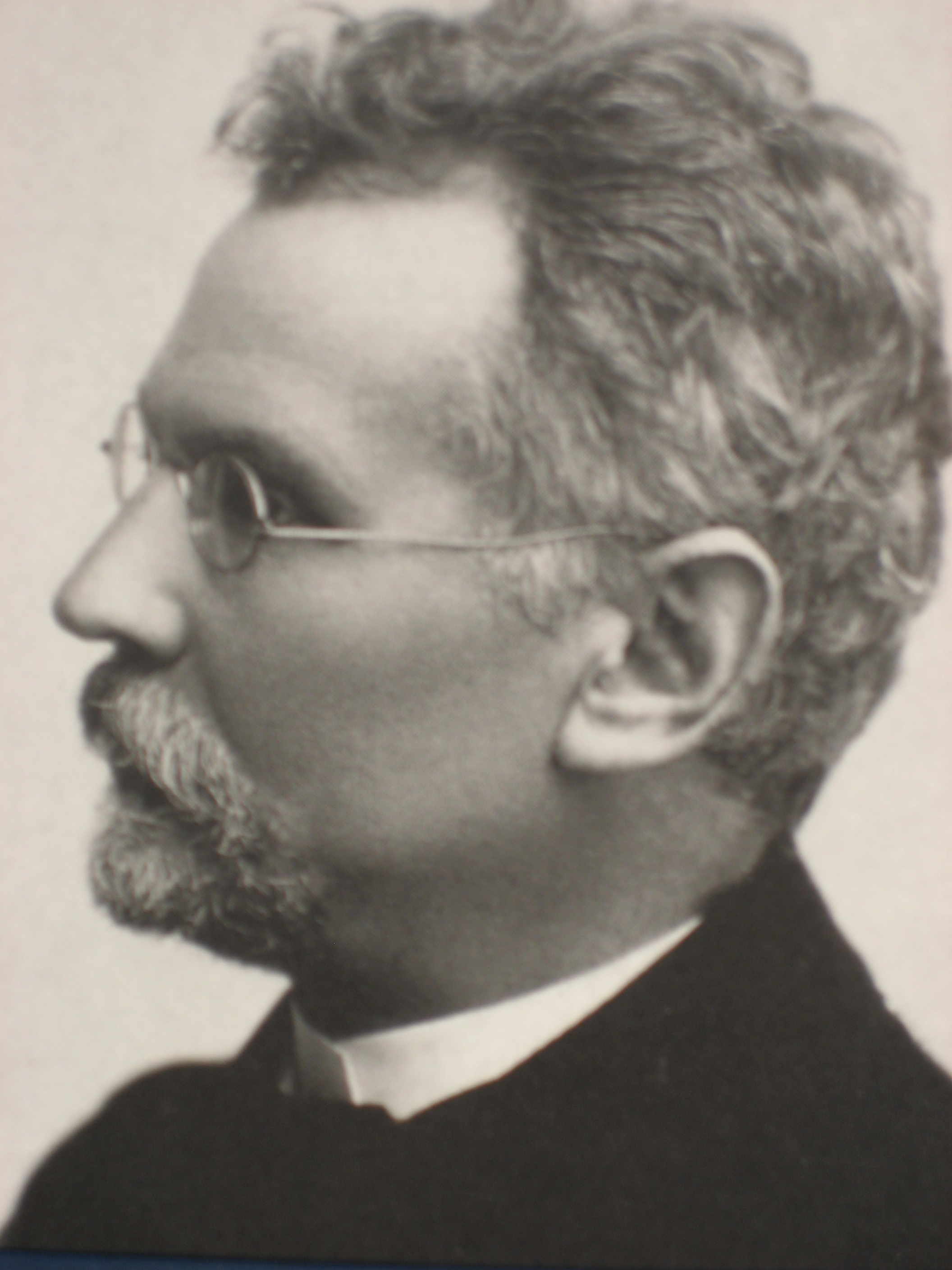
بوليسلاف بروس عام 1887.

بوليسلاف بروس (20 أغسطس 1847 – 19 مايو 1912) (بالبولندية: Bolesław Prus) المولود باسم ألكسندر جلوفاسكي (بالبولندية: Aleksander Głowacki)، أحد الرواد في تاريخ الأدب البولندي وأحد الوجوه المميزة في الأدب العالمي.
في عمر الخامسة عشرة، التحق بانتفاضة يناير البولندية ضد الإمبراطورية الروسية. وببلوغه السادسة عشرة، كان قد عاني من العديد من إصابات المعارك. وبعد خمسة أشهر، سجن لمشاركته في الانتفاضة. تسببت تلك الأحداث في إصابته بحالات اضطراب الهلع ورهاب الخلاء التي لازمته خلال حياته، وشكلت فكرته حول معارضة محاولة استعادة استقلال بولندا بقوة السلاح.
وفي عام 1872 وهو في الخامسة والعشرون في وارسو، ألتحق بمهنة الصحافة التي مارسها لأربعين عامًا مسلطًا الضوء على العلوم والتكنولوجيا والتعليم والتنمية الاقتصادية والثقافية، مساهمًا بذلك في صمود شعبه الذي اقتسمته روسيا وبروسيا والنمسا في القرن الثامن عشر. اتخذ جلوفاسكي من اسم Prus اسمًا مستعارًا وهو الشعار القديم لعائلته.
إلى جانب عمله في الصحافة، كتب بروس القصص القصيرة. وبعد نجاحه في كتابة القصص القصيرة، أنتج بروس في الفترة من عام 1884 إلى عام 1895، أربع روايات كبرى وهي: البؤرة الاستيطانية والدمية والمرأة الجديدة وفرعون. صورت رواية الدمية الحالة الرومانسية لرجل محبط من تخلف بلاده. أما رواية فرعون فهي الرواية التاريخية الوحيدة لبروس، وهي دراسة حول السلطة السياسية ومصائر الأمم، تدور في مصر القديمة في فترة سقوط الأسرة العشرين والدولة الحديثة.

## روابط خارجية
- بوليسلاف بروس على موقع الموسوعة البريطانية (الإنجليزية)